# Amberg (powiat Unterallgäu)
Amberg – miejscowość i gmina w Niemczech, w kraju związkowym Bawaria, w rejencji Szwabia, w regionie Donau-Iller, w powiecie Unterallgäu, wchodzi w skład wspólnoty administracyjnej Türkheim. Leży w Szwabii, około 13 km na wschód od Mindelheimu.

## Demografia
| Rok  | Liczba mieszk. |
| ---- | -------------- |
| 1970 | 736            |
| 1987 | 994            |
| 2000 | 1 279          |

## Polityka
Wójtem gminy jest Peter Kneipp (FWV), rada gminy składa się z 12 osób.
|      | CSU/Amberger Bürgerblock | FWV | Razem |
| 2008 | 4                        | 8   | 12    |
| 2002 | 6                        | 6   | 12    |

## Oświata
W gminie znajduje się przedszkole (50 miejsc).